# Pigea enneasperma
Pigea enneasperma (L.) P.I.Forst. – gatunek roślin z rodziny fiołkowatych (Violaceae). Jest gatunkiem niemal kosmopolitycznym – występuje naturalnie w strefach równikowej, zwrotnikowej i podzwrotnikowej Afryki, Azji oraz Australii.

## Rozmieszczenie geograficzne
Rośnie naturalnie w strefach równikowej, zwrotnikowej i podzwrotnikowej Afryki, Azji oraz Australii. Został zaobserwowany między innymi w Senegalu, Mauretanii, Mali, Gwinei, Liberii, Ghanie, Wybrzeżu Kości Słoniowej, Burkinie Faso, Beninie, Togo, Nigrze, Nigerii, na Wyspach Świętego Tomasza i Książęcej, w Kamerunie, Republice Środkowoafrykańskiej, Gabonie, Kongo, Demokratycznej Republice Konga, Angoli, Zambii, Zimbabwe, Mozambiku, na Madagaskarze, w Tanzanii, Burundi, Ugandzie, Kenii, Somalii, Etiopii, Dżibuti, Erytrei, Sudanie, Jemenie (wliczając Sokotrę), Arabii Saudyjskiej, Indiach (także na Andamanach), na Sri Lance, w Bangladeszu, Tajlandii, Chinach (wliczając Hajnan), na Tajwanie, Filipinach, w Indonezji (w Kalimantanie, na Jawie, Małych Wyspach Sundajskich i Molukach oraz w Irianie Zachodnim), Papui-Nowej Gwinei oraz Australii (w stanach Nowa Południowa Walia, Queensland i Australia Zachodnia oraz na Terytorium Północnym).

## Morfologia
PokrójZimozielone półkrzewy dorastające do 20 cm wysokości.
LiścieBlaszka liściowa ma równowąsko lancetowaty kształt i jest niemal siedząca. Mierzy 0,5–3,5 cm długości oraz 0,2–0,5 cm szerokości, jest całobrzega, ma klinową nasadę i spiczasty lub ostry wierzchołek. Przylistki są szydłowate i osiągają 1 mm długości.
KwiatyPojedyncze, wyrastają z kątów pędów. Mają działki kielicha o lancetowatym kształcie i dorastające do 2–3 mm długości. Płatki są od podługowatych do owalnie okrągławych, mają purpurową barwę oraz 2–4 mm długości, przednie są podługowate i mierzą 6–7 mm długości.
OwoceTorebki o kulistym kształcie.
Gatunki podobneRoślina jest podobna do gatunku A. buxifolius, lecz różni się od niego kształtem i rozmiarem liści.

## Biologia i ekologia
Rośnie na brzegach cieków wodnych, łąkach oraz wydmach. Występuje na wysokości od 1100 do 1400 m n.p.m.